# Tóth János (politikus, 1864–1929)
Tóth János (Túrkeve, 1864. július 16. – Budapest, 1929. december 23.) államtitkár, belügyminiszter, felsőházi tag, országgyűlési képviselő.

## Élete
Túrkevén született, odavaló régi nemes családból, ahol atyja ügyvéd és birtokos volt. Középiskolai tanulmányainak befejezése után jogot végzett Budapesten. Önkéntesi évét kiszolgálván, a 4. sz. huszadezred tartalékos hadnagya lett. Azután átvette birtoka kezelését, emellett élénken részt vett a közügyekben. 1892-ben választotta meg a mezőtúri kerület országgyűlési képviselőnek függetlenségi és 48-as programmal. Az 1898-99. évi obstrukció idején a pártközi békéltetőbizottság tagja és jegyzője, az 1899-1900. évi ülésszakban a ház jegyzője volt. 1901-ben a függetlenségi és 48-as pártkör gazdájának és alelnökének, utóbb pedig ügyvezető elnökének választotta meg és ebben a minőségben igen jó szolgálatot tett a pártnak kebelében 1893-ban felmerült zavarok elhárítása körül. A házban rendszerint véderő ügyekben szólalt fel, többször mint a párt hivatalos szónoka. Tevékenyen részt vett vármegyéje közéletében, valamint a református egyház ügyeiben is; a heves-nagy-kúnsági református egyházmegye gondnoka volt. Az országos függetlenségi és 48-as párt alelnöke és igazgatójaként is működött. A házban eddig a véderőbizottságnak volt tagja, 1905-től pedig a képviselőház háznagya. A szövetkezett ellenzék vezérlőbizottságának tagja; az 1905 elején uralkodó válság során ő felsége kikérte a kibontakozásra való véleményét. 1906. augusztus 17-én ő felsége vallás- és közoktatásügyi államtitkárrá nevezte ki. 1917-ben újból államtitkár lett, egyúttal a Függetlenségi és Negyvennyolcas Párt elnöke. 1918. január 25-től május 8-ig a harmadik Wekerle-kormányban mint belügyminiszter tevékenykedett. 1921-ben kinevezték az Országos Földbirtokrendező Bíróság (OFB) elnökének, a szűk körű földreformjának végrehajtásában ezen pozíciójában közreműködött. 1927-től a felsőháznak volt a tagja.
Országgyűlési beszédei a Naplókban vannak.